# Basaltaufschluss an der Straße Hindelang – Oberjoch

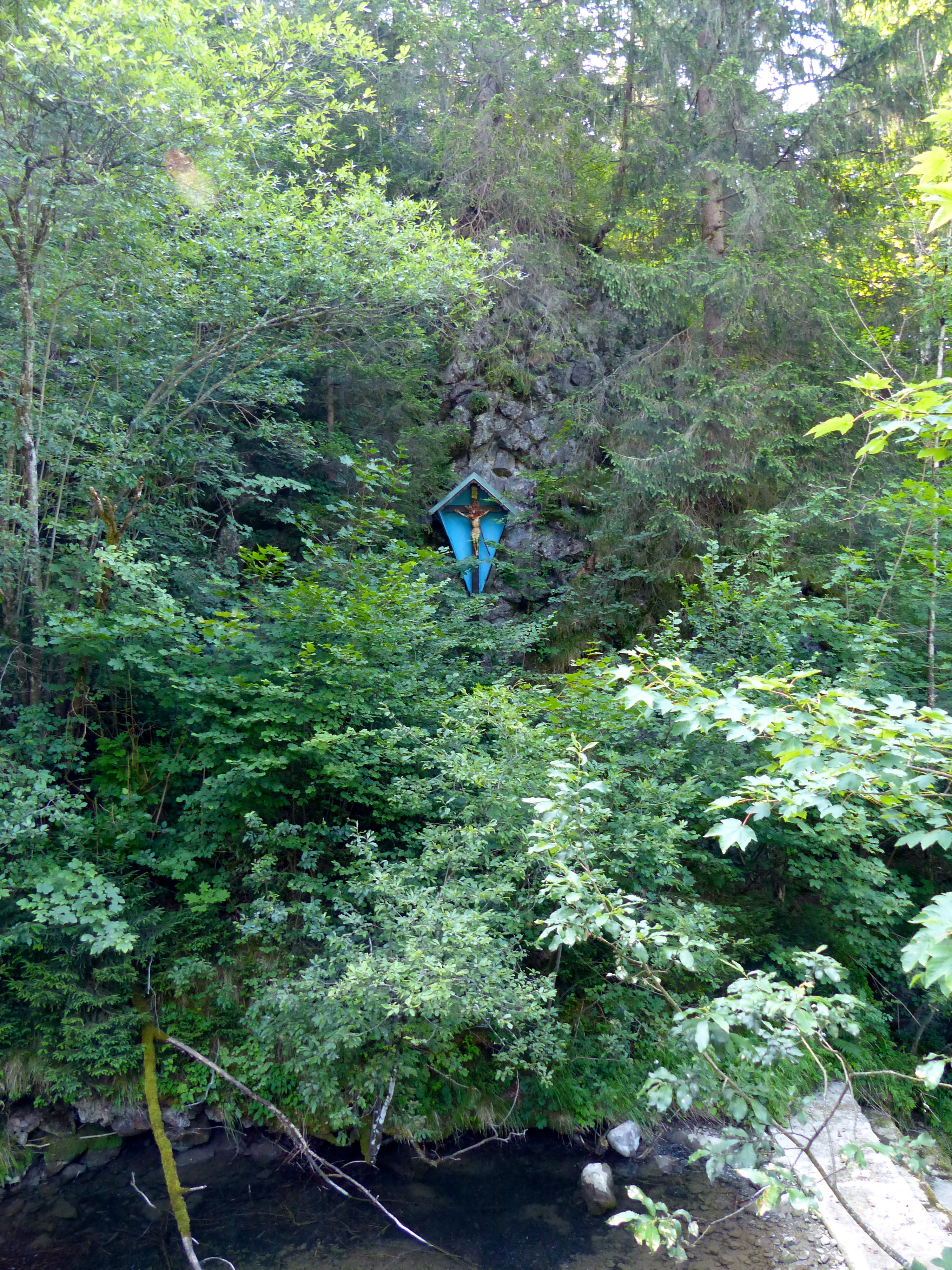
Aufschluss an der Spitzkehre der Jochstraße mit jurassischem, submarinem Basalt

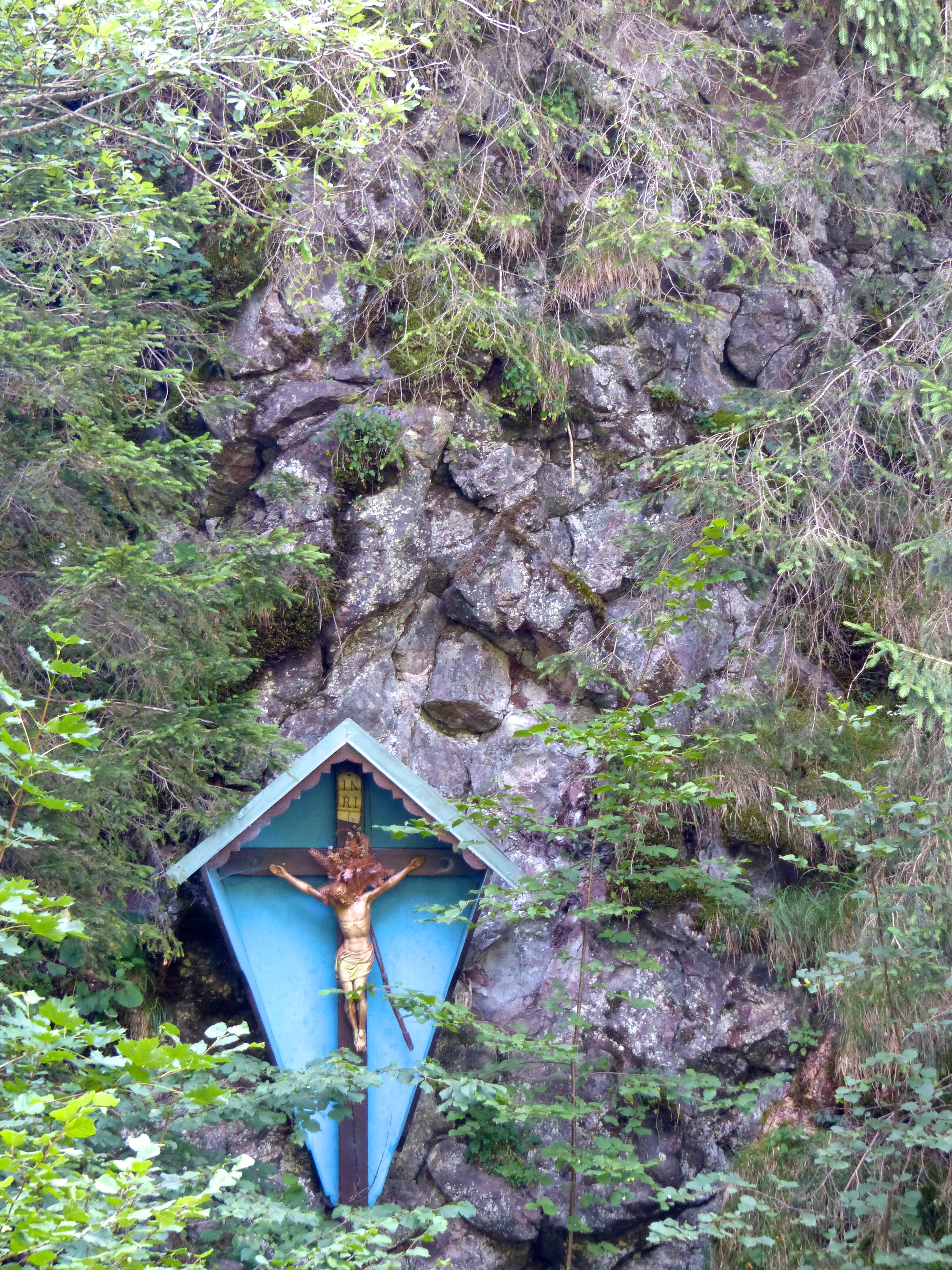
Detail des obigen Fotos mit vereinzelt erkennbaren Kissenstrukturen in der Felswand.

Der Basaltaufschluss an der Straße Hindelang – Oberjoch ist ein Geotop östlich von Bad Hindelang im Landkreis Oberallgäu. An einer Spitzkehre der Bundesstraße 308 sind auf einer Länge von zehn Metern Basalte in Form von Kissenlava aufgeschlossen.

## Geologie
An der Jochstraße steht in einer der untersten Spitzkehren in einer fünf Meter hohen Felsböschung oberhalb des Wildbaches ein graugrünes, in rundlichen Formen absonderndes Ergussgestein an. Diese Gesteine gehören tektonostratigraphisch zur Arosa-Zone, einer geringmächtigen tektonischen Melange aus mesozoischen Sedimentgesteinen und kristallinem Grundgebirge des Ostalpins sowie aus mesozoischen ozeanischen Basalten und Sedimentgesteinen des Südpenninikums (Piemont-Ozean) und aus kreidezeitlichen Flyschsedimenten.
Das an der Oberfläche häufig rotbraun verwitterte Ergussgestein ist ein Basalt im weiteren Sinne. Streng genommen handelt es sich um einen nachträglich durch eine niedriggradige Metamorphose umgewandelten Basalt, der petrographisch als „Diabasporphyrit“ oder „Diabasspilit“ eingestuft werden kann. In den Basalten sind massenhaft Xenolithe aus marinen Sedimentgesteinen (einschließlich Fossilbruchstücken) eingeschlossen, die beim Aufstieg und/oder der Eruption des vulkanischen Materials mitgerissen wurden und ebenfalls geringfügig metamorph überprägt sind. In den Zwickeln zwischen den einzelnen Kissen sind häufig Mineralisationen mit Zeolithmineralen zu beobachten. Überregionale Vergleiche mit ähnlichen ozeanischen Gesteinen belegen eine mitteljurassische Bildung der Basalte.
Die Überschiebung der Arosa-Zone auf die Gesteine des Rhenodanubischen Flyschs und damit auf das damalige nördliche Vorland der Alpen begann in der Oberkreide. Die tektonisch stark beanspruchte Arosa-Zone ist im Allgäu nur als schmale, maximal rund 200 Meter mächtige Schuppenzone entwickelt, die von Vorarlberg bis zum Oberallgäu zu verfolgen ist und von der Allgäudecke (Bajuvarikum der Nördlichen Kalkalpen) selbst überschoben wurde. Die Gesteine der Arosa-Zone sind im Allgäu nur sehr selten aufgeschlossen.
Das Geotop Basaltaufschluss an der Straße Hindelang – Oberjoch ist vom Bayerischen Landesamt für Umwelt als überregional geowissenschaftlich besonders wertvolles Geotop (Geotop-Nr. 780A008) mit einer Eignung als Exkursions- und Forschungsobjekt eingestuft worden.